# Henri Orlandini
Henri Orlandini (* 9. August 1955 in Laval-Pradel; † 21. Juni 2016) war ein französischer Fußballspieler und -trainer.

## Karriere
Orlandini begann seine Karriere bei Olympique Nîmes und bestritt in der Saison 1974/75 als 19-Jähriger sein erstes Spiel in der ersten Liga. 1976 wurde er für die französische Olympiamannschaft nominiert, kam jedoch als zweiter Torwart hinter Jean-Claude Larrieu nicht zum Einsatz. In der Liga gelang ihm in der darauffolgenden Saison hingegen der Durchbruch und er wurde nach dem Abgang von Louis Landi zum Stammtorwart. Nachdem er seine Position als Stammtorwart wieder verloren hatte, wechselte er 1980 zum Drittligisten Olympique Alès. 1982 stieg er mit der Mannschaft in die zweite Liga auf, beendete aber ein Jahr später seine Karriere. Von April 2006 bis zum Saisonende war er kurzzeitig Trainer von Olympique Alès.